# سيمانقة

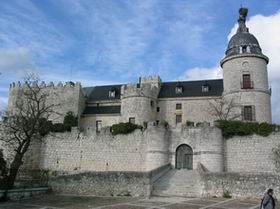
قلعة شنت منكش.

سيمانقة أو «سيمانكاس» أو شنت منكش كما كان يسميها مسلمو الأندلس هي بلدة وبلدية في وسط إسبانيا, في مقاطعة بلد الوليد التي هي جزء من منطقة قشتالة وليون ذات الحكم الذاتي. تقع تقريبًا على بعد 10 كم جنوب غرب بلد الوليد, على الطريق المتجهة إلى سمورة على الضفة اليمنى لنهر بيسويرغا، وكان اسمها الروماني القديم Septimanca.